# وای کافای
وای کافای (انگلیسی: Wai Ka-fai؛ زادهٔ ۱ ژانویهٔ ۱۹۵۵) یک تهیه‌کننده اهل جمهوری خلق چین است. 